# Carpilioidea
Carpilioidea ist eine Überfamilie der Krabben. Sie bewohnen freilebend sowohl Flach- als auch Tiefwasser.

## Merkmale
Carapax ist breit, queroval, die Oberfläche glatt oder nahezu glatt. Die Regionen sind kaum oder gar nicht abgegrenzt. Der vordere und hintere Seitenrand sind gut abgesetzt. Der vordere Seitenrand ist glatt, kann am Übergang zum hinteren aber niedrige Höcker oder Zähne aufweisen. Die Scherenbeine sind groß, angeschwollen, glatt und ungleich groß. Die größere Schere hat einen großen Mahlzahn in der Nähe der Basis des Dactylus. Die Coxa des Scheerenbeins ist verlängert und bildet mit dem Merus einen Rollhöcker (Condylus), Basis-Ischium ist manchmal deutlich vom Merus abgegrenzt. Die Schreitbeine sind annähernd zylindrisch und glatt. Das thorakale Sternum ist schmal, die Nähte zwischen 4. und 5. und 7. und 8. Somit vollständig und nahezu parallel. Die pleonalen Somiten 3 und 4 sind bei Männchen verschmolzen, der fünfte Somit nicht vollständig mit dem Verbund aus 3. und 4. verwachsen, dort ist aber nur eine geringe Bewegung möglich. Das erste Gonopodium ist kräftig und zylindrisch, das zweite länger oder genauso lang wie das erste und mit einem langen Flagellum besetzt.

## Systematik
Die Carpilioidea haben nur eine rezente Familie, die Carpiliidae (Ortmann, 1893) mit nur einer rezenten Gattung (Carpillus) und drei Arten.
Darüber hinaus gibt es vier ausgestorbene Familien:
- Arabicarcinidae † Schweitzer & Feldmann, 2017
- Paleoxanthopsidae † Schweitzer, 2003
- Tumidocarcinidae † Schweitzer, 2005
- Zanthopsidae † Vía Boada, 1959